# Flachsmeer
Der Ort Flachsmeer (Ostfriesisches Platt Flasmeer) ist ein Ortsteil der Gemeinde Westoverledingen in Ostfriesland.

## Geschichte

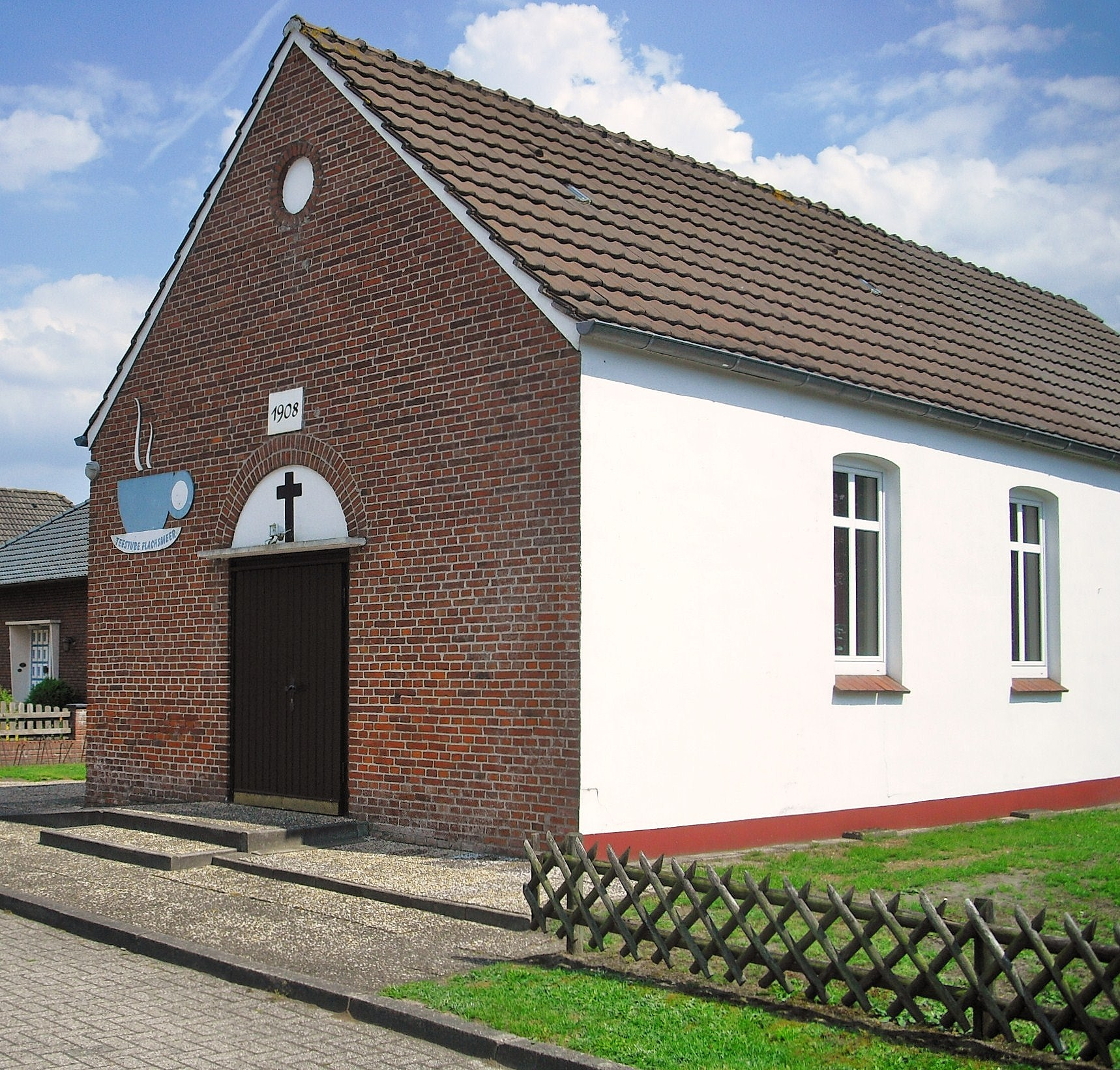
Baptistenkapelle Flachsmeer (inzwischen abgerissen)

Die ehemals weiten Moorgebiete auf dem Gebiet des heutigen Dorfes sind erst relativ spät besiedelt worden. Die Fehnsiedlung Flachsmeer wurde um 1725 gegründet. In den Anfangsjahren wuchs das Dorf zunächst langsam. Wie in vielen zu jener Zeit angelegten Moorkolonien versanken auch in Flachsmeer viele Kolonisten in Armut. Eine verstärkte Siedlungstätigkeit setzte erst im 19. Jahrhundert ein. Dies hatte zur Folge, dass der Ort seine Einwohnerzahl von 1821 bis 1905 nahezu vervierfachte. Große Probleme bereiteten bis ins 20. Jahrhundert vor allem die Entwässerung und die infrastrukturelle Erschließung.
Viele Kolonisten zogen aus überwiegend katholischen Gegenden zu, so dass 1860 eine eigene Kirchengemeinde gegründet und die Kirche St. Bernhard im Stil der Neuromanik erbaut wurde. Die lutherische Gemeinde in Flachsmeer gehörte ursprünglich zu Steenfelde. Erst in den Jahren 1962/63 wurde direkt auf dem Gelände des seit der Jahrhundertwende existierenden Friedhofs eine Friedhofskapelle gebaut, in der schon bald nach Fertigstellung regelmäßig Gottesdienste und Andachten gefeiert wurden. Seit 1966 ist auch die Ev.-luth. Kirchengemeinde Flachsmeer selbständig. Eine kleine Baptistenkapelle befand  sich an der  Birkenstraße 44. Sie wurde 1908 errichtet und war eine Zweigstelle der Baptistengemeinde Westoverledingen-Ihren. Mittlerweile existiert sie nicht mehr. Sie wurde nach dem Verkauf 2018 abgerissen. An ihrer statt befindet sich an der Stelle jetzt ein Wohnhaus. 
Am 1. Januar 1973 wurde Flachsmeer in die neue Gemeinde Westoverledingen eingegliedert.

## Entwicklung des Ortsnamens
Der heutige Schreibweise des Ortes ist erstmals um 1720 überliefert. Der Name des Ortes geht 
auf einem früher vorhandenen Moorsee zurück, die zum Anbau von Flachs genutzt wurden.